# لوسیان برزر
لوسیان برزر (انگلیسی: Lucien Brasseur; ۱۸ اوت ۱۸۷۸ – ۹ فوریهٔ ۱۹۶۰) مجسمه‌ساز اهل فرانسه بود.
وی همچنین برندهٔ جوایزی همچون جایزه بزرگ رم شده‌است.